# Nellie Zabel Willhite
Eleanor "Nellie" Zabel Willhite (nacida el 22 de noviembre de 1892 en Box Elder, Dakota del Sur - 2 de septiembre de 1991 ) fue la primera mujer sorda en obtener una licencia de piloto, así como la primera mujer piloto

## Vida
Willhite se volvió sorda a los dos años debido al sarampión.  Obtuvo su licencia de piloto en 1928.  Fue miembro fundador de Ninety-Nines , una organización que se fundó en 1929 con 99 mujeres piloto como miembros fundadores, y se dedica al avance de la aviación y el apoyo a las mujeres en la aviación.
Willhite comenzó el primer capítulo de Dakota del Sur de los noventa y nueve en 1941.  Trabajó como piloto comercial hasta 1944 (la primera y última persona sorda que lo hizo), llevando el correo aéreo.  También trabajó como barnstormer , especializándose en bombardeos de harina y carreras de globos.  Ingresó al Salón de la Fama de la Aviación de Dakota del Sur poco antes de su muerte en 1991, y su avión, el Pard, ahora se encuentra en exhibición en el Southern Museum of Flight en Birmingham, Alabama.